# Projecte Skunkworks
Un Projecte Skunk Works està desenvolupat normalment per un reduït i estructurat grup de persones que investiguen i desenvolupen un projecte principalment en nom de la innovació. El terme generalment es refereix als projectes de tecnologia, que prové del terme Skunk Works, un apel·latiu per als Programes de Desenvolupament Avançat de la Lockheed Martin (anteriorment Projectes de Desenvolupament Avançat de la Lockheed).
Un projecte Skunkworks sovint es porta a terme amb un alt grau d'autonomia i llibertat per la burocràcia, per completar treballs en projectes avançats o secrets. Aquests projectes es duran a terme sovint en secret en l'enteniment que si el desenvolupament té èxit, el producte es dissenyarà d'acord amb el posterior procés habitual.